# María Pascuala Caro Sureda
María Pascuala Caro Sureda (Palma de Mallorca, 17 de julio de 1768-Palma de Mallorca, 12 de diciembre de 1827) fue una doctora en filosofía y religiosa mallorquina.

## Biografía
De familia perteneciente a la aristocracia, María Pascuala Caro Sureda era hija del segundo marqués de La Romana, Pere Caro Fontes, y de Margalida Sureda de Togores. Nació el 17 de julio de 1768 en Palma de Mallorca. Excepcionalmente para su tiempo, María Pascuala dominaba el latín y varios idiomas —incluidos el latín, el italiano y el francés—, puesto que su madre procuró que sus hijos, tanto hombres como mujeres, recibieran una educación formal. Apenas tenía doce años cuando sostuvo conclusiones en la Universidad de Valencia, donde más adelante recibiría el grado de doctora y el título de profesora de Filosofía.
Entre sus obras se encuentra Ensayo de Historia, Física y Matemáticas, que se publicó en Valencia el año 1781 por la editorial valenciana de Benito Monfort. En 1779 fue nombrada Académica de Mérito de la Academia de San Carlos en Valencia.
En 23 de febrero de 1789 ingresó en el convento de las dominicas de Santa Catalina de Siena, situado en Palma, y llegó a ser priora. En este convento desarrolló una gran obra de temática poética religiosa, como por ejemplo Novena del nacimiento de Nuestro Señor Jesucristo o Poesías místicas.
De ella se decía que era una mujer modesta y sencilla a pesar de su genialidad, su belleza y su jerarquía social. Falleció en el convento de Santa Catalina de Palma de Mallorca el 12 de diciembre de 1827, a la edad de 59 años.